# Narcís Xifra i Masmitjà
Narcís Xifra i Masmitjà   (Girona, 1848 - Girona, 1934) va ser un enginyer industrial català, pioner en l'arribada de l'electricitat a Catalunya i en la consolidació del telèfon.

## Biografia
Narcís Xifra va néixer al carrer de la Barca de Girona l'any 1848 i va cursar la carrera d'enginyer industrial a l'escola de Barcelona, obtingué el títol l'any 1875. Va trobar la primera feina a l'empresa Planas de Girona, i després d'una curta experiència com a funcionari va entrar a l'empresa Tomàs Dalmau i fills, on va esdevindre director tècnic. La casa Dalmau era propietat de Tomàs Dalmau, empresari i fabricant d'instruments científics. L'any 1873, Dalmau i Xifra van instal·lar a Barcelona una dinamo amb la qual van il·luminar l'Escola Industrial. Era una màquina de Gramme que funcionava amb quatre motors de gas. Això va permetre instal·lar als carrers l'enllumenat elèctric amb arcs voltaics.
Narcís Xifra es va casar amb una germana de l'esposa de Tomàs Dalmau, amb la que va tenir almenys un fill, Francesc de Paula Xifra i Montero.
El 1880, i sota la seva direcció, es va inaugurar la primera central elèctrica de l'Estat espanyol, a la Rambla de Barcelona. Funcionava amb quatre motors de gas pobre de 50 CV, fabricats per La Maquinista Terrestre i Marítima, que alimentaven sengles màquines Gramme de 200 A i 200 V. Un any més tard, es va enllumenar el moll de Sant Ramon del port, amb cinc làmpades elèctriques que eren alimentades pel corrent generat als tallers que la Casa Dalmau tenia al carrer del Cid (vegeu Fàbrica Arnau i Vilar). Aquella va ser la primera experiència d'enllumenat públic a la península, impulsada gràcies a la seva persistència.
També va tenir un important paper en la consolidació del telèfon. El 26 de desembre del 1877, Dalmau i Xifra van fer servir la línia telegràfica del ferrocarril per fer la primera comunicació telefònica interurbana, entre les estacions de Barcelona i Girona. Un mes més tard es va fer un experiment semblant a l'Institut de Segon Ensenyament de Girona (avui museu de la ciutat).
El 1881, la Casa Dalmau es va transformar en la Societat Espanyola d'Electricitat a Barcelona. Xifra va continuar com a director i va impulsar l'enllumenat del passeig de Colom, inaugurat el 28 de setembre del 1882, la il·luminació dels magatzems El Siglo i la Rambla (1884). Sota la direcció de Xifra, la Societat Espanyola d'Electricitat va fer la primera transmissió a distància entre Sants i Sarrià, emprant pals telegràfics, conductors de coure amb suports de porcellana. A Girona va fer l'enllumenat de la Rambla i la plaça del Vi, i la seva ciutat natal esdevingué, l'any 1886, la segona ciutat de l'Estat espanyol amb una instal·lació global d'enllumenat elèctric.
A més de ser pioner en l'arribada de l'electricitat a Catalunya, Narcís Xifra va ser amic personal de Thomas Alva Edison. A més, va lluitar perquè hi hagués una aposta constant per la investigació i els usos de l'electricitat, i així va treballar amb personatges com Francisco de Paula Rojas y Caballero-Infante, Antoni Planas, Josep Puig o Manel Soucherion. Va ser catedràtic dels instituts de Conca i Girona així com vicepresident del jurat de l'Exposició Universal de Barcelona de 1888.
A Girona hi ha un carrer i un Institut d'Educació Secundària amb el seu nom.